# 이색초상-목은영당본
이색초상-목은영당본(李穡肖像-牧隱影堂本)은 서울특별시 종로구에 있는 조선시대 목은 이색(1328∼1396) 선생의 초상화이다. 1995년 3월 14일 대한민국의 보물 제1215-1호로 지정되었다.

## 개요
고려말 3은(三隱) 중의 한사람인 목은 이색(1328∼1396) 선생의 초상화이다. 이색의 초상화는 원래 관복차림과 평상복차림의 두 종류가 있었으나 현재는 관복차림만 전해진다. 관복차림의 그림도 원본은 전하지 않고 원본을 보고 옮겨 그린 것으로 모두 4본 5점이 전해진다.
1654년 허의와 김명국이 옮겨 그렸다고 전해지는 가로 85.2cm, 세로 143cm 크기의 예산누산영당본(禮山樓山影堂本)은 관리들이 쓰는 사모를 쓰고 왼쪽을 바라보고 있는 모습이다. 사모에는 회색줄을 넣어 입체감을 표현했으며, 얼굴에는 옅게 붉은 기운을 넣어 당시의 화법을 보여주고 있다. 이 초상화는 고려말 관복을 충실하게 표현하였고, 옮겨 그린 것이지만 당시 일류화가들이 그린 것으로 회화사적 가치가 매우 크다.
목은영당본(牧隱影堂本)은 가로 25cm, 세로 25.8cm 크기의 소본(小本)과 가로 81.6cm, 세로 149.8cm 크기의 대본(大本)이 전해진다. 소본은 누산영당본과 같은 시기인 1654년 그린 것으로 현재는 반신상이지만 잘려나간 곳을 감안하면 전신상일 가능성도 배제할 수 없다. 대본은 누산영당본과 동일한 형태와 크기로 1711년에 옮겨 그려 임강서원에 모셔 두었다.
가로 85.2cm, 세로 150.7cm 크기의 문헌서원본(文獻書院本)은 목은영당본과 동일한 형식으로 1755년에 새로 옮겨 그린 것이다. 목은영당본에 비해 수염처리와 옷의 묘사 등의 표현기법이 떨어지는데 이는 화가의 기량 차이 때문인 것 같다.
가로 78.7cm, 세로 146.3cm 크기의 대전영당본(大田影堂本)은 헌종 10년(1844)에 옮겨 그린 것으로 누산영당본과 동일한 형태와 규모이며, 뛰어난 화가에 의해 옛 그림 화풍이 잘 표현된 초상화이다.
현재 이색영정의 원본은 전해지지 않는다. 그러나 조선시대 일류화가에 의해 새로 옮겨 그려진 4본 5점 모두 수준이 높고 보존 상태 역시 양호하며, 역사상 중요 인물을 그린 것으로 회화사 연구에 중요한 자료로 평가된다.

## 참고 자료
- 이색초상-목은영당본 - 국가유산청 국가유산포털